# David Raum
David Raum (ur. 22 kwietnia 1998 w Norymberdze) – niemiecki piłkarz, występujący na pozycji obrońcy w niemieckim klubie RB Lipsk oraz w reprezentacji Niemiec. Wychowanek Tuspo Nürnberg, w trakcie swojej kariery grał także w Greuther Fürth oraz TSG 1899 Hoffenheim.